# Vrtlinska
Vrtlinska är en ort i Kroatien.   Den ligger i länet Bjelovar-Bilogoras län, i den nordöstra delen av landet, 50 km öster om huvudstaden Zagreb. Vrtlinska ligger 142 meter över havet och antalet invånare är 222.
Terrängen runt Vrtlinska är platt åt nordväst, men åt sydost är den kuperad. Terrängen runt Vrtlinska sluttar västerut. Runt Vrtlinska är det ganska glesbefolkat, med 36 invånare per kvadratkilometer. Närmaste större samhälle är Ivanić-Grad, 17,3 km väster om Vrtlinska. I omgivningarna runt Vrtlinska växer i huvudsak lövfällande lövskog.